# Gare de Shizuoka
La gare de Shizuoka (静岡駅, Shizuoka-eki) est une gare ferroviaire de la ville de Shizuoka, capitale de la préfecture éponyme, au Japon. Elle est située dans l'arrondissement d'Aoi. La gare est exploitée par la JR Central.

## Situation ferroviaire

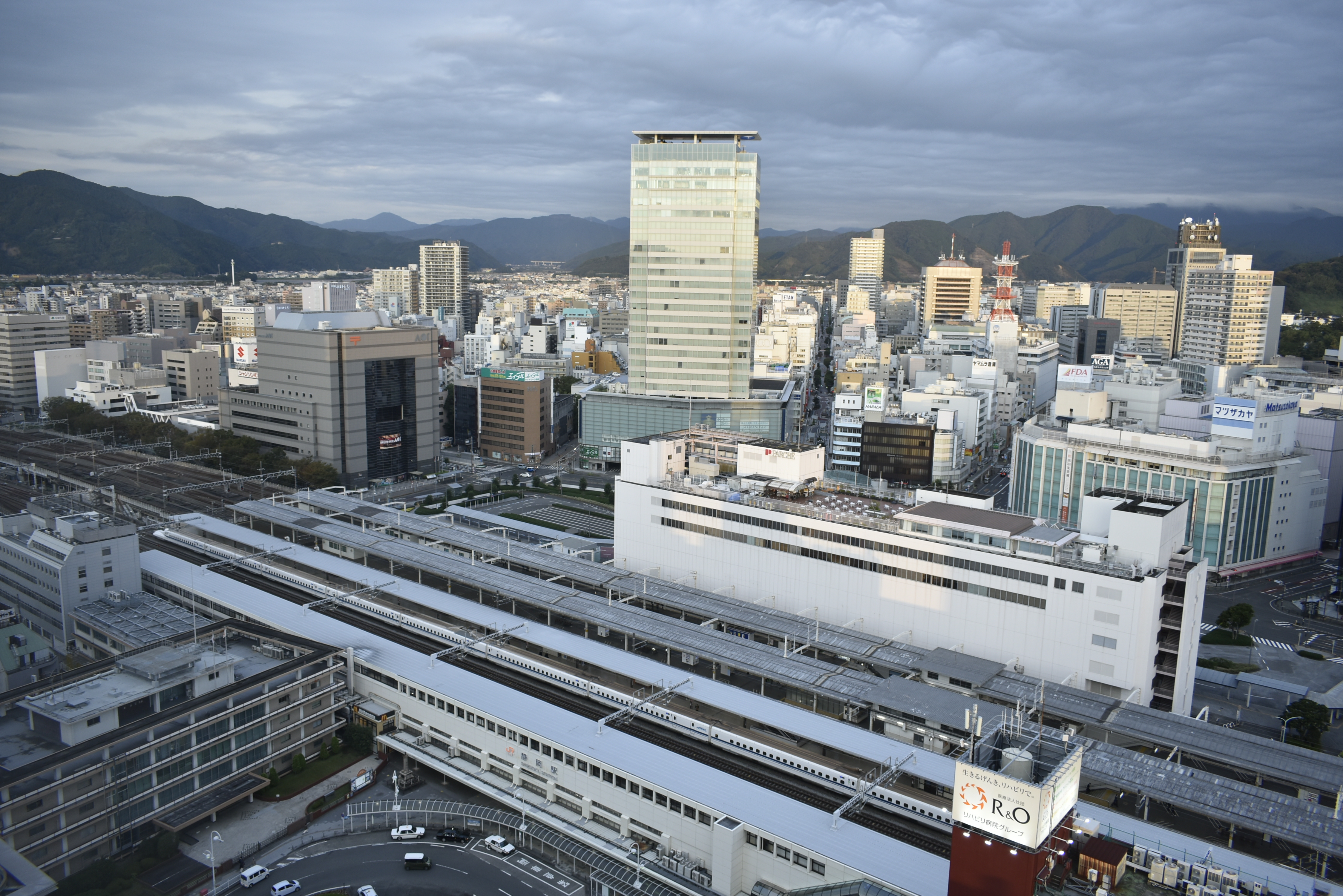
Vue aérienne de la gare.

La gare de Shizuoka est située au point kilométrique (PK) 167,4 de la ligne Shinkansen Tōkaidō et au PK 180,2 de la ligne principale Tōkaidō.

## Historique
La gare de Shizuoka a été inaugurée le 1er février 1889 lors de l'ouverture du tronçon de la ligne principale Tōkaidō entre Shizuoka et Kōzu. Le Shinkansen y arrive le 1er octobre 1964.

## Service des voyageurs

### Accueil
La gare dispose d'un bâtiment voyageurs, avec guichets, ouvert tous les jours.

### Desserte
- Ligne principale Tōkaidō :
  - voies 1 et 2 : direction Numazu et Atami
  - voies 3 et 4 : direction Hamamatsu et Toyohashi
- Ligne Shinkansen Tōkaidō :
  - voie 5 : direction Tokyo
  - voie 6 : direction Nagoya et Shin-Osaka

### Intermodalité
La gare de Shin-Shizuoka de la compagnie Shizutetsu (ligne Shizuoka-Shimizu) est située à 350 m au nord de la gare.